# 후니
후니(Huni, 재위:기원전 2637년 ~ 기원전 2613년)는 이집트 제3왕조의 마지막 파라오이다. 호루스 이름은 '후니'로 "차는 자"라는 뜻이다.
후니는 선왕들과 달리 피라미드의 전형적인 정사각형 기초의 피라미드를 세웠다. 카이로 남쪽 80킬로미터에 있는 파이윰에 있는 후니의 피라미드는 기하학적으로는 이집트 제4왕조에서 볼 수 있는 전형적인 피라미드와 사실상 똑같다. 지금은 오래되어 외형을 둘러싼 석회암이 무너져내린 모습으로 남아있다.
후니가 24년을 다스린 후, 파라오의 지위는 사위이자 서자인 스네프루에게 돌아갔으며, 이집트 고왕국의 황금기인 이집트 제4왕조가 시작된다. 후니의 피라미드 역시 스네프루의 대에 완성된 것이다.

## 참고 문헌
- 피터 클레이턴(Peter Clayton) 저, 정영목 역, 《파라오의 역사》, 까치, 2004

| 전임 카바 | 제5대 이집트 제3왕조의 파라오 기원전 2637년 ~ 기원전 2613년 | 후임 스네프루 |